# 사인 오브 더 혼스

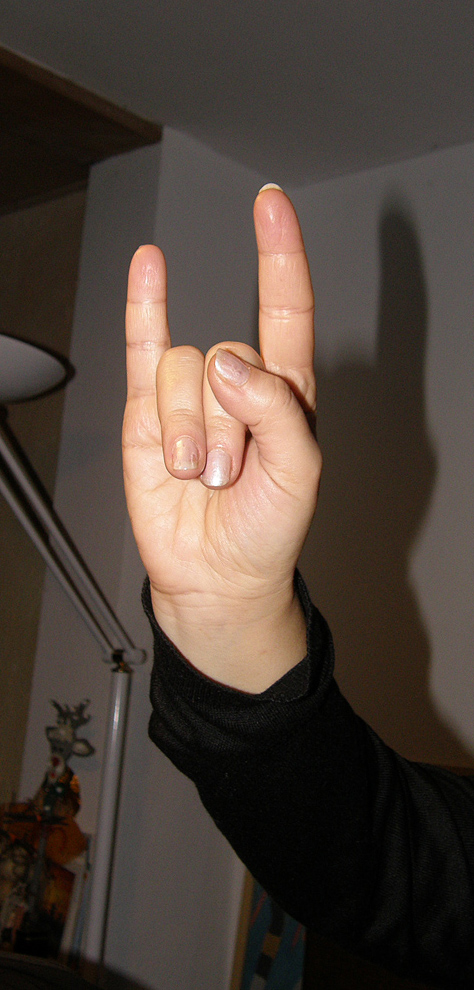
사인 오브 더 혼스의 예시

사인 오브 더 혼스(영어: sign of the horns)는 검지와 소지는 펴고 중지와 약지를 밑으로 내려 엄지로 고정하는 형태의 손짓이다. 세계 각국의 여러 문화에서 다양한 용례를 가지고 있다.

## 종교적·주술적 의미

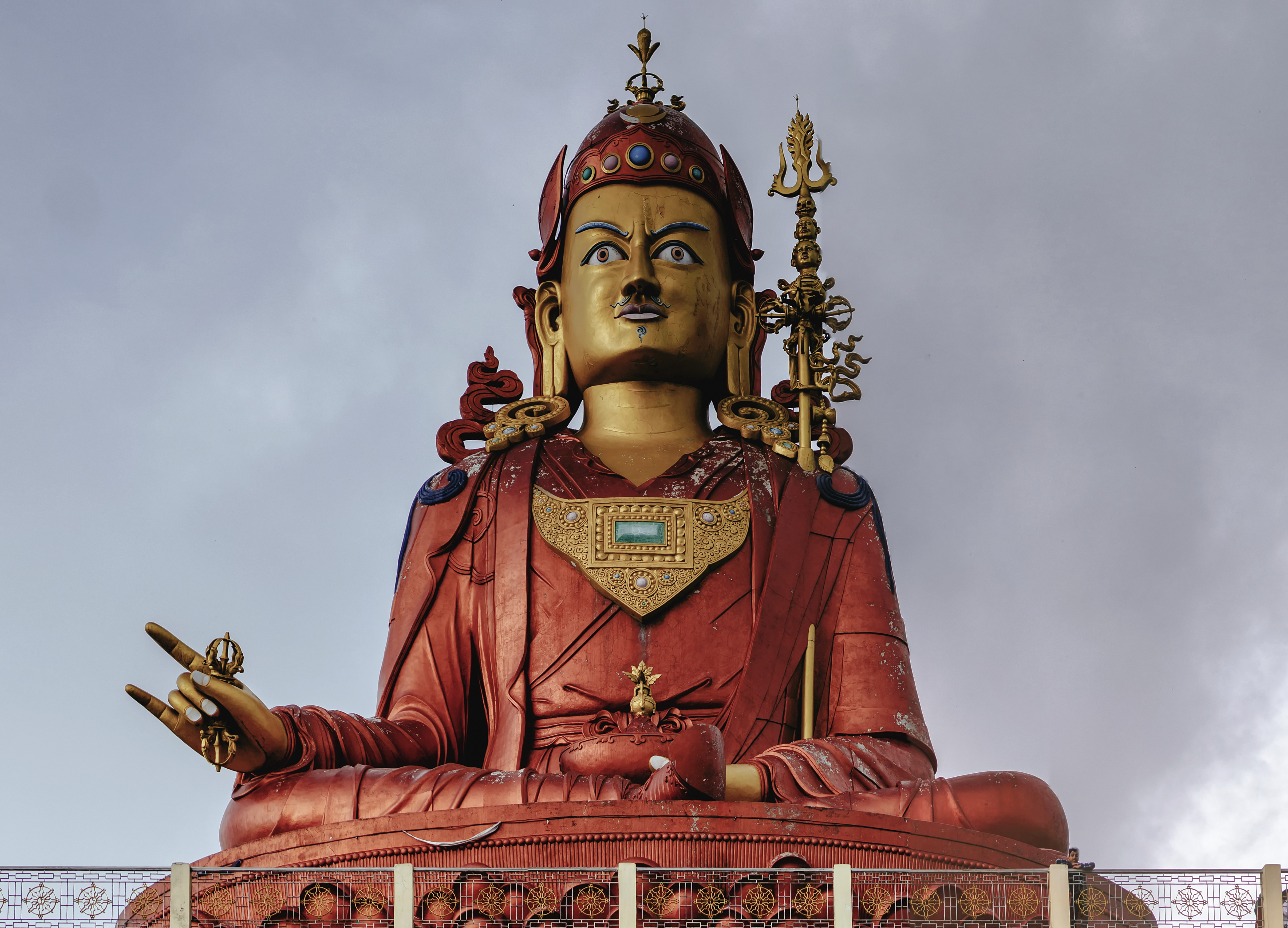
인도 남치에 소재하는 파드마삼바바 불상. 'Karana Mudrā'에 해당하는 손짓을 보이고 있다.

힌두교에서는 이와 유사한 손짓으로서 중지와 약지의 끝을 엄지와 맞닿게 하는 것을 'Apāna Mudrā'이라고 부르는데, 이는 요가의 하나로서 신체를 재활하게 한다고 믿는다. 또한 인도의 전통 무용에서는 이 손짓을 사자의 상징으로서 사용하고 있다.
불교에서는 이를 'Karana Mudrā'이라고 하여 악마를 퇴치하고 부정한 기를 없애고 악을 물리치는 액막이적 손짓으로 알고 있으며, 특히나 석가모니의 묘사에서 많이 활용한다.
송나라 시대 청원산에 세워진 노자의 석상에서도 이같은 손짓을 발견할 수 있다.
액막이적 손짓의 용례는 이 밖에 이탈리아를 비롯한 지중해 문화권에서도 보이는데, 불행한 일이 닥쳤을 때나 혹은 그같은 일을 듣게 될 때에 이 손짓을 하면 더 큰 불행을 막아준다고 믿는다. 또한 'malocchio'(사시)에 대응하는 액막이적 손짓으로 사용해 온 전통이 있다. 이탈리아 한정으로 'corna', 즉 뿔이라고 불린다. 여기서 손가락을 아래를 가리키면 불행을 막아준다는 지중해권에서 흔히들 쓰는 손짓이 된다.

## 무례한 손짓으로의 용례
지중해의 제국과 브라질, 그리스, 이탈리아, 포르투갈, 스페인, 멕시코 등 제 라틴계 국가에서는 이 손짓을 누군가를 향해 가리키고 앞뒤로 회전시키는 것을 서방질의 상징으로서 알고 있다. 나라마다 부르는 명칭은 다르지만 하나같이 자국 언어에서 '뿔'이라는 뜻의 이름를 붙이고 있다.

## 서유럽·북미 대중문화에서
시카고의 사이키델릭-오컬트 록 밴드 코벤의 1969년 앨범 《Witchcraft Destroys Minds & Reaps Souls》의 커버에는 리더 징크스 도슨을 제외한 밴드의 멤버들이 이 손짓을 보내는 사진이 있다. 1968년 초부터 코벤은 항상 무대를 열고 닫을 적마다 이 손짓을 보냈다고 한다.
비틀즈의 앨범 《Yellow Submarine》에는 만화체 존 레논의 오른손이 폴 매카트니의 머리 위쪽에 같은 손짓을 그리고 있다. 일부 팬들은 이것을 폴 매카트니 사망설을 뒷받침하는 증거로 보기도 하였다. 한편으로 커버를 그린 만화가가 이것을 '아이 러브 유'의 상징으로 잘못 알고 그린 것이 아닌가 하는 추측이 돌기도 하였으나 사실 이것은 1967년 존 레논이 동일한 손짓을 한 것을 찍은 여러 사진에 기반하여 그린 것에 불과하다.
그 밖에 디즈니 영화에서도 여러 번 나온 손짓이었으니 일례로 1971년 영미 합작 디즈니 애니메이션 《마법의 빗자루》의 중세기풍 오프닝에서 잠깐 등장한다.
1970년대 초 팔러먼트 펑커델릭의 팬들로 인하여 'P-Funk sign'으로 재단장하여 알려지게 되었다. 조지 클린턴과 부치 콜린스가 모선으로 가는 암호로 썼다고 하는 밴드 내의 사이언스픽션적 설정인데 팬들이 이것을 공연을 마칠 때마다 다시 무대로 돌아오라는 뜻에 사용했다고 한다. 한편 콜린스는 자신의 1977년 앨범 《Ahh... The Name Is Bootsy, Baby!》에서 이 손짓을 내보이고 있다.